# Monoblastus montezuma
Monoblastus montezuma là một loài tò vò trong họ Ichneumonidae.